# Sant Miquel del Castell de Cabrenç
Sant Miquel del Castell de Cabrenç, o de Cabrenys és la capella del castell, o torres, de Cabrenç, de la comuna nord-catalana de Serrallonga, a la comarca del Vallespir (Catalunya del Nord).
Està situada en el castell de Cabrenç, en el cos meridional dels diferents recintes que formen el castell.

## Història
Les referències d'aquesta capella són tardanes, respecte les del conjunt de Cabrenç: el 1255 el senyor del castell, Bernat Hug de Serrallonga, hi fa un llegat testamentari. El 1280, així mateix, apareix en una butlla papal, en una relació de les esglésies que no havien de pagar res a causa de les seves rendes, molt reduïdes. Amb l'abandonament del castell passà a ser una simple ermita de la parròquia de Santa Maria de Serrallonga. Anomenada Sant Miquel de les Torres el segle xvii, fins al segle xix la parròquia de Serrallonga hi anava en processó el dia 8 de maig.
Sense que s'hagi pogut comprovar, es diu que el terme miquelet procedeix d'unes partides armades que tenien com a referència aquesta ermita.

## Arquitectura
Era una església petita, d'una sola nau, coberta amb volta de canó i absis semicircular a llevant. En l'actualitat es conserva l'angle nord-oest del temple, fet amb carreus ben treballats. Els murs arriben als 90 cm de gruix, i la planta observable fa cinc per quatre metres; s'entreveu la base de l'absis semicircular.